# Kateretes pedicularius
Kateretes pedicularius is een keversoort uit de familie bastaardglanskevers (Kateretidae). De wetenschappelijke naam van de soort werd in 1758 als Dermestes pedicularius gepubliceerd door Carl Linnaeus.